# 马里奥·帕尔米萨诺
马里奥·帕尔米萨诺（義大利語：Mario Palmisano，1978年5月28日—），意大利男子赛艇运动员。他曾代表意大利参加世界赛艇锦标赛，获得一枚金牌和三枚银牌。他也曾参加2000年夏季奥运会。